# Anisomorpha buprestoides
Az Anisomorpha buprestoides a rovarok (Insecta) osztályába, botsáskák (Phasmatodea) rendjébe és a Pseudophasmatidae nevű családba tartozó faj.
Nemének a típusfaja. Kedvelt terráriumi díszállat.

## Elterjedése
Az Egyesült Államok délkeleti részén, Floridában honos. Száraz bozótosokban él.

## Megjelenése
A nőstények nagyjából 70, a hímek 40-50 mm hosszúak. Mindkét ivar fényes, barnásfekete színű, hosszanti csíkokkal díszített, melyek színe a fehértől a narancsvörösig terjedhet.
Mindkét ivar szárnyatlan.

## Életmódja

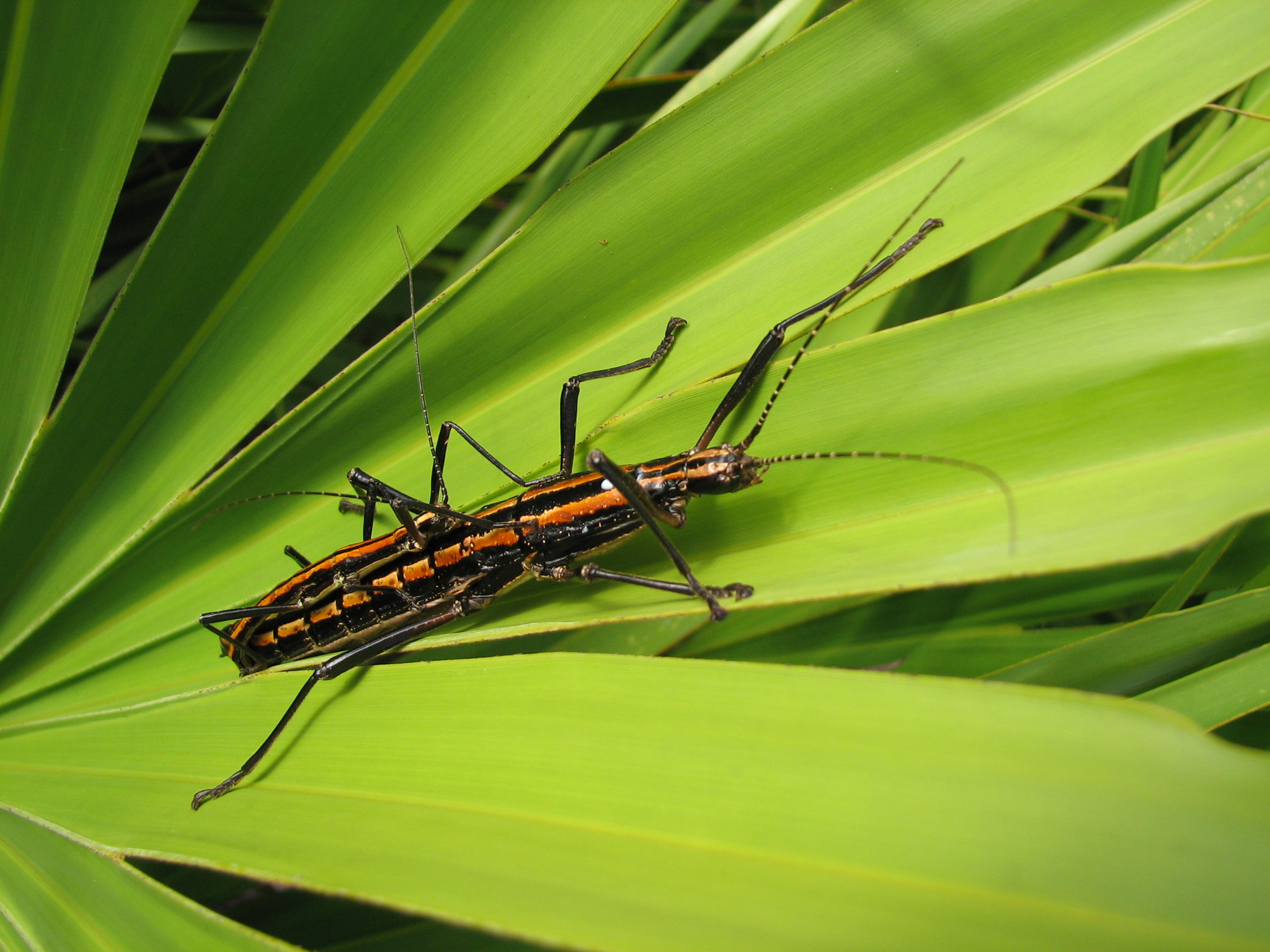
Párzás

Nappali életmódot folytat. A természetben táplálékát a Rhododendron és tölgyfélék levele képezi, de fogságban elfogadja a szeder, útifű, és a loncfélék leveleit is.

### Szaporodás
A faj monogám életmódot folytat. A kifejlett hímek egyetlen nősténnyel párzanak és életük hátralevő részét velük töltik.
Petéik 4 mm-esek, hasonlítanak a faj ürülékéhez. A nőstény maga ásta üregekbe helyezi őket, élete során legfeljebb tízet. A 15 mm-es barna nimfák 3 hónap múlva kelnek ki.

### Védekező mechanizmus
Ha veszélyben érzi magát, kellemetlen, szövetizgató és fojtogató váladékot spriccel ki nyaki mirigyéből, akár 50 cm távolságba is. A veszélyes anyag szembe kerülve, akár átmeneti vakságot is okozhat.

### Tartása
Tartása során nem viseli el a hosszan tartó magas páratartalmat, ezért nem ajánlatos vízzel permetezni az inszektáriumot.
Nem tartható együtt más botsáskákkal, mert veszélyhelyzetben kilövellt váladéka azokra is veszélyes.